# Fernand Linarès
François Fernand Jean Léon Linarès (Limeuil, 3 juillet 1850 - Limeuil, 13 mars 1938) est un médecin et explorateur français.

## Biographie
Médecin-militaire, il est nommé à Géryville dans le sud de l'Algérie en 1875. Membre de la mission militaire française au Maroc (1877), il se distingue lors de la lutte contre l'épidémie de choléra d'Oudjda (1878). Moulay-Hassan l'engage alors à son service comme médecin et conseiller.
Il accompagne alors le sultan dans tous ses déplacements et notamment en 1893 dans l'expédition punitive du Tafilelt qui passe par Sefrou, la haute Moulouya, l'Atlas et Ksar Es-Souk et qui dure plus de cinq mois. Après trois semaines dans le Tafilelt, le retour se fait par le Todrha, le Dadès, le col de Glaoui et atteint Marrakech le 20 décembre.
Linarès a profité de la protection du sultan pour relever à la boussole son itinéraire et établir de nombreuses observations barométriques et thermométriques. En 1896, il est le premier envoyé français auprès du nouveau sultan Abd-el-Aziz.
Il rentre en France en 1901 après avoir vécu vingt-cinq ans au Maroc et s'installe en Dordogne dans son village natal de Limeuil dont il devient maire et conseiller-général du canton de Sainte-Alvère (1901-1908).

## Hommages et distinctions
- Une rue de Marrakech porte son nom.
- Commandeur de l'Ordre du Médjidié
- Officier de la Légion d'honneur[1].
- Officier des Palmes Académiques
- Officier du Nichan Iftikhar
- Chevalier de l'Ordre des Saints Maurice-et-Lazare

## Travaux
- Étude sur le mécanisme de la mort par le froid extérieur, 1875
- Une épidémie de choléra au Maroc en 1878, 1879
- Voyages au Tafilalet avec S. M. le Sultan Moulay-Hassan en 1893, Bulletin de l'Institut de l'Hygiène du Maroc, 1932